# Auxiair
Auxiair était une compagnie aérienne régionale française dite de 3e niveau, basée sur l'aéroport de Lyon-Satolas et effectuant du transport à la demande et des liaisons aériennes régulières.

## Histoire
La compagnie aérienne Auxiair a été créée en 1975, par Jean-Pierre et Gérard David dans le but d'effectuer des vols à la demande au départ de l'aéroport de Lyon-Satolas en hélicoptère et avion.
Jean-Pierre David était le P-DG et Gérard David le directeur général.
Le siège de la compagnie était l'hélistation de l'Orangerie à Saint-Alban-de-Roche près de Bourgoin-Jallieu dans l'Isère et l'établissement secondaire, l'aéroport de Lyon-Satolas.
C'est le 3 mars 1976 sur l’aérodrome d’Aubenas-Lanas qu'a lieu le vol inaugural de la nouvelle liaison aérienne entre Aubenas et Lyon-Satolas avec un Beechcraft Queen Air immatriculé F-BSTS, piloté par Gérard David.
Entre 1976 et 1979, Auxiair décollait des altiports de Megève, Courchevel, Méribel et Alpe d'Huez avec des Jodel D-140 Mousquetaire vers l'aéroport de Lyon afin d'acheminer les clients des stations de sports d'hiver pour leurs correspondances sur les lignes régulières.
A l'hiver 1976 et 1977, Auxiair effectuait la liaison quotidienne entre Lyon et l'altiport de l'Alpe d'Huez à l'aide d'un Britten Norman Islander  immatriculé F-BUIN loué à la compagnie Bretonne Rousseau Aviation. Un avion bimoteur Partenavia P.68 Victor, le premier importé en France et  piloté par Pierre Corompt, était utilisé sur les altiports déneigés.
Au 1er janvier 1978, la flotte de la compagnie était composée d'un Beechcraft Queen Air, un Partenavia P.68 et trois Jodel D-140 pour 2 342 heures de vol (1792 en vols d'affrètement et 550 heures en vols réguliers). Elle avait transporté 5 793 passagers dont 1 135 sur le régulier. Le fret transporté représentait 7,8 tonnes et 72 850 kilomètres avaient été parcouru par les aéronefs de la compagnie. Le chiffre d'affaires "transport aérien" représentait  2 200 000 francs.
En 1978, la compagnie ouvrait une ligne entre Nevers et Lyon à la suite de la faillite de la compagnie Avia transport (ancienne compagnie Avia Photo) qui exploitait cette ligne.
En 1979, l'activité hélicoptère d'Auxiair au départ de Lyon-Satolas passait sous la marque Satolair.
Le trafic régulier de passagers réalisé en 1979 était de 2 085 passagers et au premier semestre 1980 de 1 122 passagers.
Auxiair avait deux pilotes d'hélicoptères en 1980/1981, le P-DG Jean-Pierre David et Jean Clémençon,.
Auxiair faisait partie des 13 compagnies aérienne régulières régionales françaises en 1979 avec Touraine Air Transport (TAT), Air Alpes, Air Alsace, Europe Aéro Service (EAS), Air Anjou, Air Littoral, Compagnie aérienne du Languedoc (CAL), Britair, Air Limousin TA, Lucas Air Transport, Air Vendée et Bretagne Air Services.
Auxiair se retirait des lignes régulières en 1980. Elle ne disposait plus que de deux Partenavia P.68, deux Jodel D-140 et un hélicoptère Gazelle.
La ligne entre Aubenas et Lyon était reprise par Lance Aviation en juillet 1981.

## L'aventure "La Chasse aux Trésors"
En 1981, la société de production du jeu télévisé "La Chasse aux Trésors" diffusé sur la chaine Antenne 2 avait loué les services d'Auxiair et de son hélicoptère Gazelle immatriculé F-BXPG pilotée par Jean Clémençon pour les besoins du jeu qui consistait pour son célèbre présentateur, le reporter Philippe de Dieuleveult, de faire découvrir, vue du ciel, une région de France ou de l'étranger grâce à la résolution de trois énigmes que des candidats en studio à Paris devaient décrypter.

## Codes I.A.T.A
Dans la carrière d'Auxiair, l'Association du transport aérien international (I.A.T.A) a délivré les codes suivants:
- AJ [20],[21]
- BS [22],[23],[24],[25]

## Le réseau
- Lyon - Aubenas
- Lyon - Nevers
- Lyon - Alpe d'Huez
- Lyon - Megève
- Lyon - Courchevel
- Lyon - Méribel

## Flotte
La compagnie a eu en flotte:
- Partenavia P.68 B Victor immatriculé F-GCJP,
- Cessna 404 Titan immatriculé F-GCTN,
- Beechcraft 65 Queen Air immatriculé F-BSTS,
- Jodel D-140 Mousquetaire immatriculés F-BJQX et F-BNIU,
- Jodel D-140 Abeille immatriculé F-BOPK,
- Hélicoptère Aerospatiale SA 341G Gazelle immatriculé F-BXPG,
- Hélicoptère SE 3130 Alouette II immatriculé F-GCPD,
- Britten Norman BN2 Islander immatriculé F-BUIN (loué à Rousseau Aviation).

## Accident
Un hélicoptère de l'EURL Auxiair, piloté par Jean-Pierre David s'est écrasé au sol le 7 mai 1995 à Valloire en Savoie après avoir effectué un vol stationnaire à faible altitude et tenté un décollage puis plongé dans un talweg pour prendre de la vitesse. Deux passagers ont été blessés.